# Especiación híbrida

Dos especies se aparean dando como resultado un híbrido apto que no puede aparearse con miembros de su especie parental.

La especiación híbrida es una forma de especiación en la que la hibridación entre dos especies diferentes conduce a una nueva especie, aislada reproductivamente de la especie parental. Anteriormente, se pensaba que el aislamiento reproductivo entre los híbridos y sus padres era particularmente difícil de lograr y, por lo tanto, se pensaba que las especies híbridas eran extremadamente raras. Con el análisis de ADN cada vez más accesible en la década de 1990, se ha demostrado que la especiación híbrida es un fenómeno bastante común, particularmente en las plantas. En la nomenclatura botánica, una especie híbrida también se denomina nothospecies. Las especies híbridas son polifiléticas por naturaleza.

## Ecología
En ocasiones, un híbrido puede adaptarse mejor al entorno local que el linaje paterno y, como tal, la selección natural puede favorecer a estos individuos. Si posteriormente se logra el aislamiento reproductivo, puede surgir una especie separada. El aislamiento reproductivo puede ser genético, ecológico, conductual, espacial o una combinación de estos. 
Si el aislamiento reproductivo no se establece, la población híbrida puede fusionarse con una o ambas especies parentales. Esto conducirá a una afluencia de genes extraños a la población parental, una situación llamada introgresión. La introgresión es una fuente de variación genética y en sí misma puede facilitar la especiación. Existe evidencia de que la introgresión es un fenómeno omnipresente en plantas y animales, incluso en humanos, donde el material genético de los neandertales y denisovanos es responsable de gran parte de los genes inmunes en poblaciones no africanas.

### Limitaciones ecológicas
Para que una forma híbrida persista, debe ser capaz de explotar los recursos disponibles mejor que cualquier especie parental, con la que, en la mayoría de los casos, tendrá que competir. Si bien los osos pardos y los osos polares pueden tener descendencia, es probable que un híbrido de oso pardo y oso polar sea menos adecuado en cualquiera de los roles ecológicos que los propios padres. Si bien el híbrido es fértil, esta mala adaptación evitaría el establecimiento de una población permanente.
Del mismo modo, los leones y los tigres se han superpuesto históricamente en una parte de su área de distribución y, en teoría, pueden producir híbridos silvestres: los ligres, que son un cruce entre un león macho y una tigre, y los tigones, que son un cruce entre un tigre macho y una leona; sin embargo, los tigres y los leones hasta ahora solo se han hibridado en cautiverio. Tanto en los ligres como en los tigones, las hembras son fértiles y los machos estériles. Uno de estos híbridos (el tigón) lleva genes inhibidores del crecimiento de ambos padres y, por lo tanto, es más pequeño que cualquiera de las especies parentales  y, en la naturaleza, podría competir con carnívoros más pequeños, como el leopardo. El otro híbrido, el ligre, termina siendo más grande que cualquiera de sus padres: alrededor de mil libras (450 kilogramos) completamente desarrollado. No se conocen híbridos de tigre-león en la naturaleza, y los rangos de las dos especies ya no se superponen (los tigres no se encuentran en África, y aunque anteriormente había una superposición en la distribución de las dos especies en Asia, ambas han sido extirpadas de gran parte de sus respectivos rangos históricos, y el león asiático ahora está restringido al parque nacional del Bosque de Gir, donde no hay tigres).
Algunas situaciones pueden favorecer la población híbrida. Un ejemplo es la rápida rotación de los tipos de entornos disponibles, como la fluctuación histórica del nivel del agua en el lago Malawi, una situación que generalmente favorece la especiación. Se puede encontrar una situación similar cuando especies estrechamente relacionadas ocupan una cadena de islas. Esto permitirá que cualquier población híbrida actual se traslade a hábitats nuevos y desocupados, evitando la competencia directa con las especies parentales y dando tiempo y espacio a una población híbrida para establecerse. La genética también puede ocasionalmente favorecer a los híbridos. En el parque nacional de Amboseli en Kenia, los babuinos amarillos y los babuinos anubis se cruzan regularmente. Los machos híbridos alcanzan la madurez antes que sus primos de pura raza, creando una situación en la que la población híbrida puede reemplazar con el tiempo a una o ambas especies parentales en el área.

## Genética de la hibridación
La genética es más variable y maleable en las plantas que en los animales, probablemente reflejando el mayor nivel de actividad en los animales. La genética de los híbridos será necesariamente menos estable que la de las especies que evolucionan mediante el aislamiento, lo que explica por qué las especies híbridas parecen más comunes en plantas que en animales. Muchos cultivos agrícolas son híbridos con conjuntos de cromosomas dobles o incluso triples. Tener múltiples juegos de cromosomas se llama poliploidía. La poliploidía suele ser fatal en animales donde los conjuntos de cromosomas adicionales alteran el desarrollo fetal, pero a menudo se encuentra en las plantas. Una forma de especiación híbrida que es relativamente común en las plantas ocurre cuando un híbrido infértil se vuelve fértil después de duplicar el número de cromosomas. 
La hibridación sin cambios en el número de cromosomas se denomina especiación híbrida homoploide. Esta es la situación que se encuentra en la mayoría de los híbridos animales. Para que un híbrido sea viable, los cromosomas de los dos organismos tendrán que ser muy similares, es decir, las especies parentales deben estar estrechamente relacionadas o, de lo contrario, la diferencia en la disposición de los cromosomas hará que la mitosis sea problemática. Con la hibridación poliploide, esta limitación es menos aguda. 
Los números de cromosomas supernumerarios pueden ser inestables, lo que puede provocar inestabilidad en la genética del híbrido. La rana comestible europea parece ser una especie, pero en realidad es un híbrido triploide semipermanente entre ranas de charco y ranas de pantano. En la mayoría de las poblaciones, la población de ranas comestibles depende de la presencia de al menos una de las especies parentales a mantener, ya que cada individuo necesita dos conjuntos de genes de una especie parental y uno de la otra. Además, el gen de determinación del sexo masculino en los híbridos solo se encuentra en el genoma de la rana de la piscina, lo que socava aún más la estabilidad. Tal inestabilidad también puede conducir a una rápida reducción del número de cromosomas, creando barreras reproductivas y permitiendo así la especiación. 

## Casos conocidos

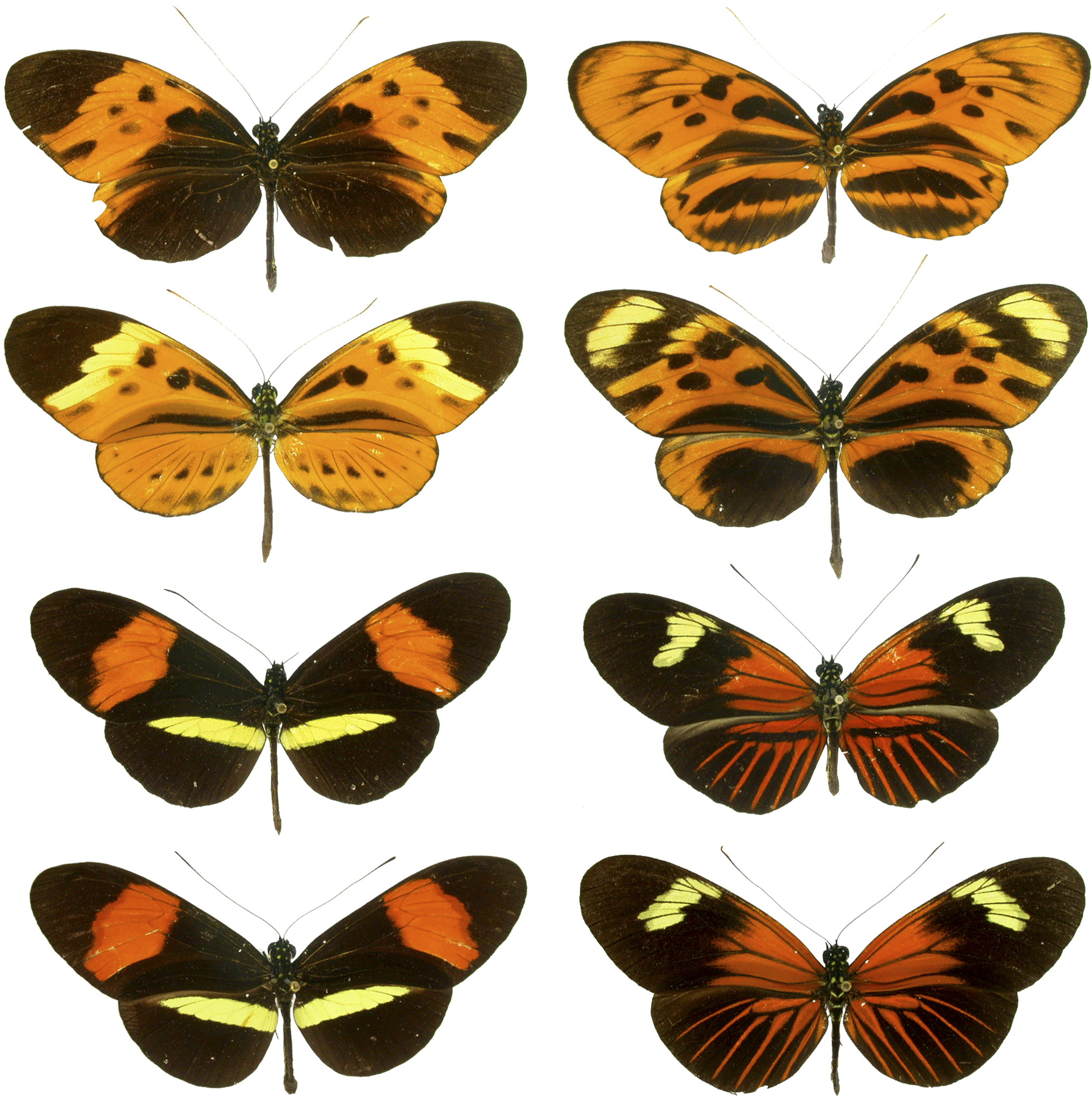
Especies de Heliconius estrechamente relacionadas

### Animales

#### Especiación híbrida homoploide
La especiación híbrida en animales es principalmente homoploide. Aunque se cree que no son muy comunes, algunas especies animales son el resultado de la hibridación, en su mayoría insectos como las moscas de la fruta tefrítidas que habitan en las plantas Lonicera y las mariposas Heliconius, así como en algunos peces, un mamífero marino, el delfín clymene, algunas aves y ciertos sapos de Bufotes.
Un pájaro es una forma sin nombre del pinzón de Darwin de la isla Galápagos de Daphne Major, descrita en 2017 y probablemente fundada a principios de la década de 1980 por un pinzón de cactus Española macho de la isla Española y una pinzón terrestre mediana hembra de Daphne Major. Otro es el gran skúas, que tiene una sorprendente similitud genética con los skúas pomarine físicamente muy diferentes; la mayoría de los ornitólogos     ahora asume que es un híbrido entre la skúa pomarine y una de las skúas del sur. El saltarín de corona dorada se formó hace 180.000 años por hibridación entre saltarines coronados de nieve y coronados de ópalo.

#### Múltiples híbridos durante una rápida divergencia
Las especies que divergen rápidamente pueden a veces formar múltiples especies híbridas, dando lugar a un complejo de especies, como varios géneros de peces cíclidos físicamente divergentes pero estrechamente relacionados en el lago Malawi. El género de patos Anas (ánades reales y cercetas) tiene una historia de divergencia muy reciente, muchas de las especies son inter-fértiles y se cree que bastantes de ellas son híbridos. Si bien las especies híbridas generalmente parecen raras en los mamíferos, el lobo rojo americano parece ser una especie híbrida del complejo de especies de Canis, entre el lobo gris y el coyote. La hibridación puede haber llevado a las mariposas Heliconius ricas en especies, aunque esta conclusión ha sido criticada.

### Plantas

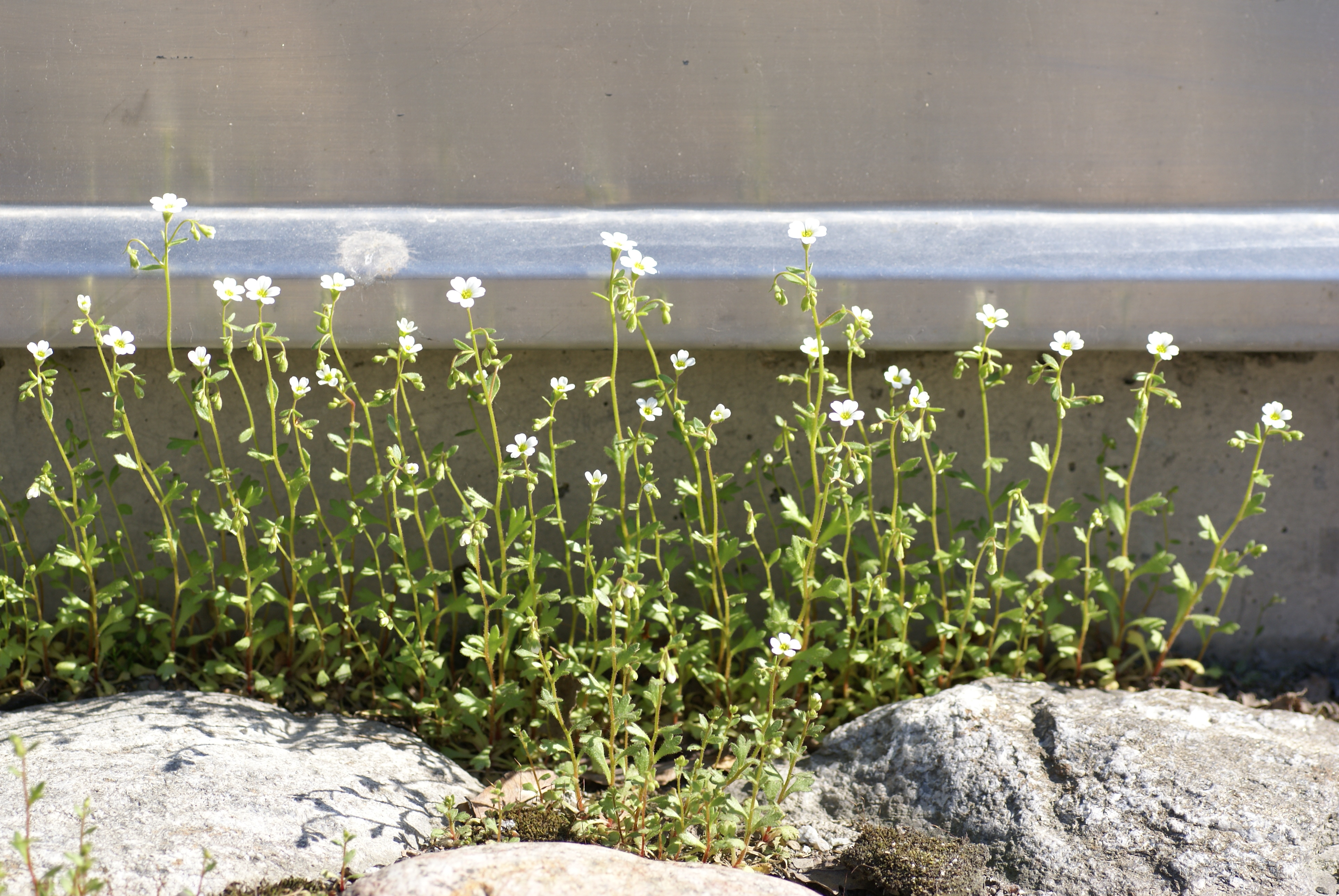
Saxifraga osloensis, una especie híbrida tetraploide natural

Dado que las plantas son más tolerantes a la poliploidía, las especies híbridas son más comunes que en los animales. Las estimaciones indican que entre el 2% y el 4% de todas las plantas con flores y el 7% de todas las especies de helechos son el resultado de la hibridación poliploide. Muchas especies de cultivos como el trigo son híbridos, y la hibridación es un factor importante en la especiación en algunos grupos de plantas. Las flores de jardín del género Saxifraga son a menudo híbridas, y se cree que un híbrido natural tetraploide, Saxifraga osloenis, se formó al final de la última edad de hielo. La especiación homoploide también ocurre en plantas y, por ejemplo, ha dado lugar a varias especies de girasol.